# Święto solarne
Święto solarne – święto związane z cyklem obiegu Ziemi wokół Słońca (od łac. sol - Słońce) i związanymi z tym zmianami pór roku. Typowymi datami świąt solarnych są przesilenia (letnie i zimowe) oraz równonoce (wiosenna i jesienna).
Obchodzone były głównie w religiach naturalnych, opierających się w wierzeniach na cyklu rocznym. 
Na datach dawnych przedchrześcijańskich świąt solarnych oparta jest też część obchodzonych współcześnie świąt chrześcijańskich, jak np. zamiast Saturnaliów - Boże Narodzenie, czy zamiast Kupalnocki - Wigilia Św. Jana.